# Ochropsora daisenensis
Ochropsora daisenensis är en svampart som beskrevs av T. Hirats. & S. Uchida 1960. Ochropsora daisenensis ingår i släktet Ochropsora och familjen Uropyxidaceae.   Inga underarter finns listade i Catalogue of Life.